# Unilab
Unilab, Inc., comúnmente conocida como UNILAB, es una destacada empresa farmacéutica filipina con sede en Mandalúyong. Esta compañía se especializa en una amplia gama de productos sanitarios de consumo, que incluyen medicamentos con y sin receta, vitaminas, complementos alimenticios y productos de biotecnología.
Unilab es reconocida como el mayor fabricante de productos sanitarios en Filipinas. Su red de fabricación es extensa e incluye las siguientes instalaciones:
- Amherst Laboratories, Inc.
- Amherst Parenterals, Inc.
- Amherst Nutraceuticals, Inc.
- Asian Antibiotics, Inc.
- Belmont Softgel Pharma Corporation
- Unilab Manufacturing

Además, Unilab cuenta con su propio centro de distribución, First Pioneer Distribution, Inc., lo que le permite optimizar la logística y mejorar la eficiencia en la distribución de sus productos a lo largo de todo el país.

## Historia
Unilab, Inc., anteriormente conocida como United Drug Company, Inc., fue fundada en 1945 como una pequeña farmacia en la calle Sto. Cristo de Binondo, Manila. Con el tiempo, la empresa cambió su nombre a United Laboratories, Inc., y más recientemente a Unilab, Inc., para reflejar su enfoque en el negocio farmacéutico.  La compañía fue cofundada por José Yao Campos y Mariano K. Tan. Con la colaboración de Howard Q. Dee, cuñado de Yao Campos, la empresa experimentó un crecimiento significativo durante sus primeros 14 años de operación. En 1959, Unilab ya exportaba sus productos a Hong Kong.
Entre 1960 y 2000, Unilab expandió su presencia a otros países, incluyendo Camboya, China, Indonesia, Malasia, Myanmar, Singapur, Tailandia y Vietnam.

## Productos
Unilab ofrece una amplia gama de productos, incluyendo medicamentos de marca y vitaminas como:
- Biogesic
- Ceelin
- Tiki-Tiki
- Neozep
- Enervon
- Decolgen
- Forti-D
- Revicon
- Medicol
- Growee
- Solmux
- Conzace
- ImmunPro
- Alaxan

Dentro del Grupo Unilab se encuentra RiteMED Phils., Inc., que ofrece medicamentos genéricos bajo marcas como RiteMED y Pharex. Además, UL Skin Sciences, Inc., también parte del grupo, ofrece productos de belleza y cuidado personal bajo las marcas Myra y Celeteque.

## Filiales

### Grupo Unilab

#### Unilab Inc.
- Amherst Laboratories, Inc.
- Belmont Softgel Pharma Corporation
- Bio-ONCO (Cuidado del cáncer)
- Biofemme (Salud de la mujer)
- Biomedis (Salud general)
- LRI-Therapharma (Cardio-Metabólico)
- Medichem (Sistema Nervioso Central)
- Pediatrica, Inc. (Pediatría)
- United American Pharmaceuticals (UAP) (Salud respiratoria)
- Unilab Consumer Health
- Westmont Laboratories (Salud general)
- UL Skin Sciences, Inc.
- RiteMED Philippines, Inc.
- PT Darya-Varia Laboratoria Tbk
- PT Medifarma Laboratories